# Moby Rider
Il Moby Rider è stato una nave traghetto appartenuta con questo nome alla compagnia di navigazione italiana Moby Lines dal 1998 al 2007.

## Servizio
Varata nel marzo 1967 con il nome di Frederick Carter per conto del Ministero dei Trasporti canadese, la nave fu utilizzata negli anni successivi per collegare North Sydney e Port-Aux-Basques, sulla costa atlantica del Canada. Nel 1986 il traghetto fu ceduto alla compagnia di navigazione cipriota Anco Ferries, affrontando la traversata dell'Atlantico con il nome di Fred e venendo rinominata Flavia II prima di essere immessa sulla linea Ancona - Patrasso nel 1987. L'anno successivo, dopo un breve impiego sulla rotta Taranto - Patrasso, la nave assunse i nomi di Athenia e, successivamente, Thenia, rimanendo disarmata al Pireo e passando più volte di mano. Nel novembre 1988 si spostò in Norvegia, dove fu allungata di quasi trenta metri e sottoposta ad importanti lavori di rifacimento; dopo aver subito altri lavori di ristrutturazione in Polonia, nel 1990 la nave fu immessa sul collegamento tra Malmö e Travemünde con il nome di Hansa Link.
Nel dicembre dello stesso anno il traghetto fu utilizzato come trasporto truppe durante la Guerra del Golfo, mentre nel 1991 fu noleggiato alla Irish Ferries, prendendo il nome di Norse Lagan e collegando Liverpool con Belfast. Nel 1996 la Irish Ferries acquistò in via definitiva la nave, che a partire dal novembre 1997 fu tolta dal servizio e posta in disarmo. L'anno seguente, dopo un noleggio estivo durante il quale fu utilizzato per collegare Stoccolma con Turku, il traghetto fu acquistato dalla Moby Lines, prendendo il nome di Moby Rider e venendo impiegato stagionalmente sulle rotte per la Sardegna, in particolare sul collegamento tra Livorno e Olbia. 
Nel maggio 2005 il traghetto si incagliò all'uscita del porto toscano, rimanendo bloccato per più giorni; al termine della stagione estiva fu posto definitivamente in disarmo nel porto di Genova. Nel 2007 fu venduto per la demolizione nei cantieri indiani di Alang, partendo per l'ultimo viaggio con il nome cambiato in M.River.